# بلانكا مانتشون
بلانكا ماريا مانتشون دومينغيث (بالإسبانية: Blanca María Manchón Domínguez، ولدت في 6 مارس 1987، إشبيلية، إسبانيا) لاعبة إسبانية، تتنافس في سباق القوارب الشراعية، تتخصص في فئة RS:X وفئة Mistral.

## إنجازاتها

### بطولة العالم للقوارب الشراعية فئة Mistral
- 2005 باليرمو  إيطاليا:  ميدالية ذهبية للشراع في فئة Mistral.

### بطولة العالم للقوارب الشراعية فئة RS:X
- 2009 وايمث  المملكة المتحدة:  ميدالية فضية للشراع في فئة RS:X.
- 2010 كيرتميند  الدنمارك:  ميدالية ذهبية للشراع في فئة RS:X.

### بطولة أوروبا للقوارب الشراعية فئة Mistral
- 2004 سوبوت  بولندا:  ميدالية فضية للشراع في فئة Mistral.
- 2005 مونديلو  إيطاليا:  ميدالية ذهبية للشراع في فئة Mistral.

### بطولة أوروبا للقوارب الشراعية فئة RS:X
- 2006 ألاكاتي  تركيا:  ميدالية ذهبية للشراع في فئة RS:X.
- 2007 ليماسول  قبرص:  ميدالية برونزية للشراع في فئة RS:X.
- 2009 تل أبيب  إسرائيل:  ميدالية فضية للشراع في فئة RS:X.

## روابط خارجية
- بلانكا مانتشون على موقع الاتحاد الدولي للملاحة الشراعية (موقع جديد) (الإنجليزية)
- بلانكا مانتشون على موقع الاتحاد الدولي للملاحة الشراعية (موقع قديم) (الإنجليزية)
- بلانكا مانتشون على موقع اللجنة الأولمبية الدولية (الإنجليزية)
- بلانكا مانتشون على موقع أوليمبيديا (الإنجليزية)
- بلانكا مانتشون على موقع اللجنة الأولمبية الإسبانية (الإسبانية)